# Elie Mechantaf
Pour les articles homonymes, voir Rustom.
Élie Mechantaf (né le 5 octobre 1970) est un ancien joueur international libanais de basket-ball, il évolue au club Sagesse. Ancien international, il a participé au championnat du monde à Indianapolis en 2002. Il a pris sa retraite en 2008.

## Carrière
Il a été, avec Fady El Khatib, le duo le plus marquant des années d'or du club Sagesse, avec qui il a remporté 8 championnats, 2 coupes du Liban, et 3 coupes d'Asie de clubs champions.